# Bodyshopping
Body shopping es un término ligado al mundo empresarial informático o tecnológico que hace referencia a la venta de capital humano. Conlleva la cesión de personal de este tipo a terceras empresas con ánimo de lucro. 
Es una voz que proviene del inglés, cuya traducción literal hace referencia a la «compra de cuerpos». Una forma castiza de denominar a tales compañías es «charcuteras» o «cárnicas».
Dicha práctica es muy habitual en el mundo de la consultoría informática. Existen multitud de firmas que tiene como base este negocio, en donde actúan como empresas de trabajo temporal orientadas a la tecnología.
En ocasiones, sus representantes fundamentan sus ingresos en la contratación de estos trabajadores, normalmente con poca experiencia y bajo salario. Se les proporcionan acuerdos temporales o por obra, para luego ser «revendidos» a terceros como profesionales altamente cualificados y con una gran destreza. De este modo, consiguen su retorno de la inversión, ya que, a menos pericia y sueldo de los obreros, mayor beneficio por las altas tarifas cobradas
La legislación española expone claramente en su Estatuto de los Trabajadores (Artículo 43. Cesión de trabajadores) que dicha práctica es ilegal.